# Jean Chaland
Jean Marie Just Louis Chaland (Saint-Chamond, Loire, 1881. szeptember 8. – Orange, Vaucluse, 1973. január 23.) francia jégkorongozó, olimpikon.
Az olimpián az 1920-as nyárin vett részt a francia jégkorongcsapatban. A torna rendezésének mai szemmel több furcsasága is volt. A franciák egyből az elődöntőbe kerültek, ahol kikaptak a svédektől 4–0-ra, így nekik egy mérkőzés után véget is írt az olimpia. Helyezés nélkül a belgákkal együtt utolsóként zárták a tornát.
A Chamonix HC volt a klubcsapata.